# Schloss Kirchheim in Schwaben

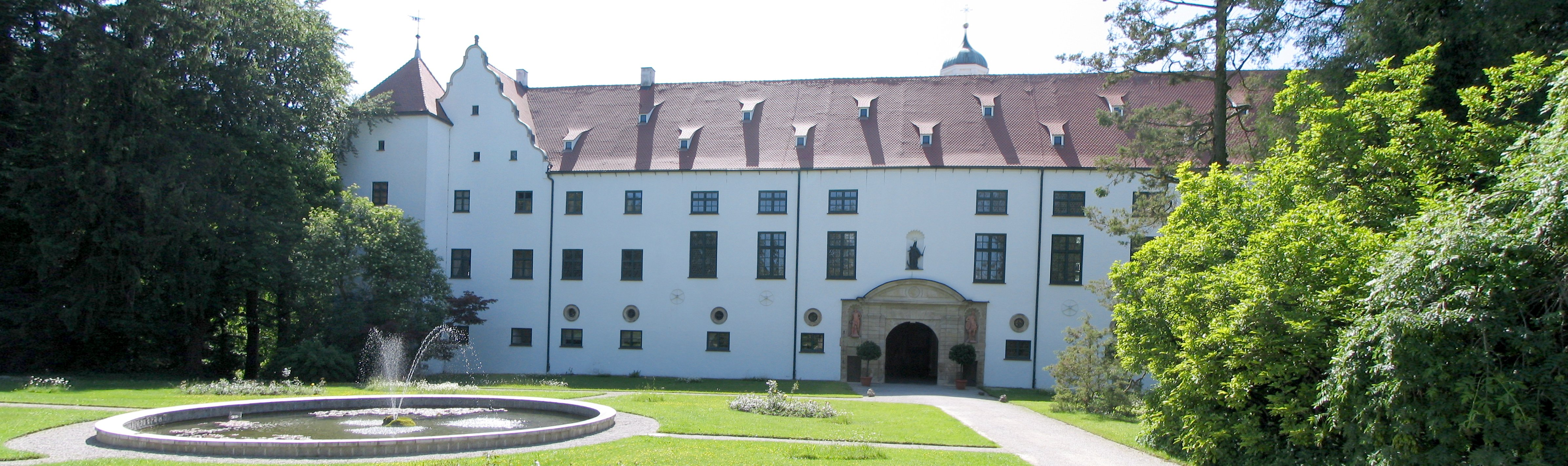
Ansicht der Ostseite mit dem Schlossportal, davor der Schlosspark

Das Schloss Kirchheim in Schwaben ist ein Renaissanceschloss in Kirchheim in Schwaben, das von Jakob Eschay und Wendel Dietrich in den Jahren 1578 bis 1583 für Hans Fugger gebaut wurde und sich seither im Besitz des Hauses Fugger von der Lilie befindet.

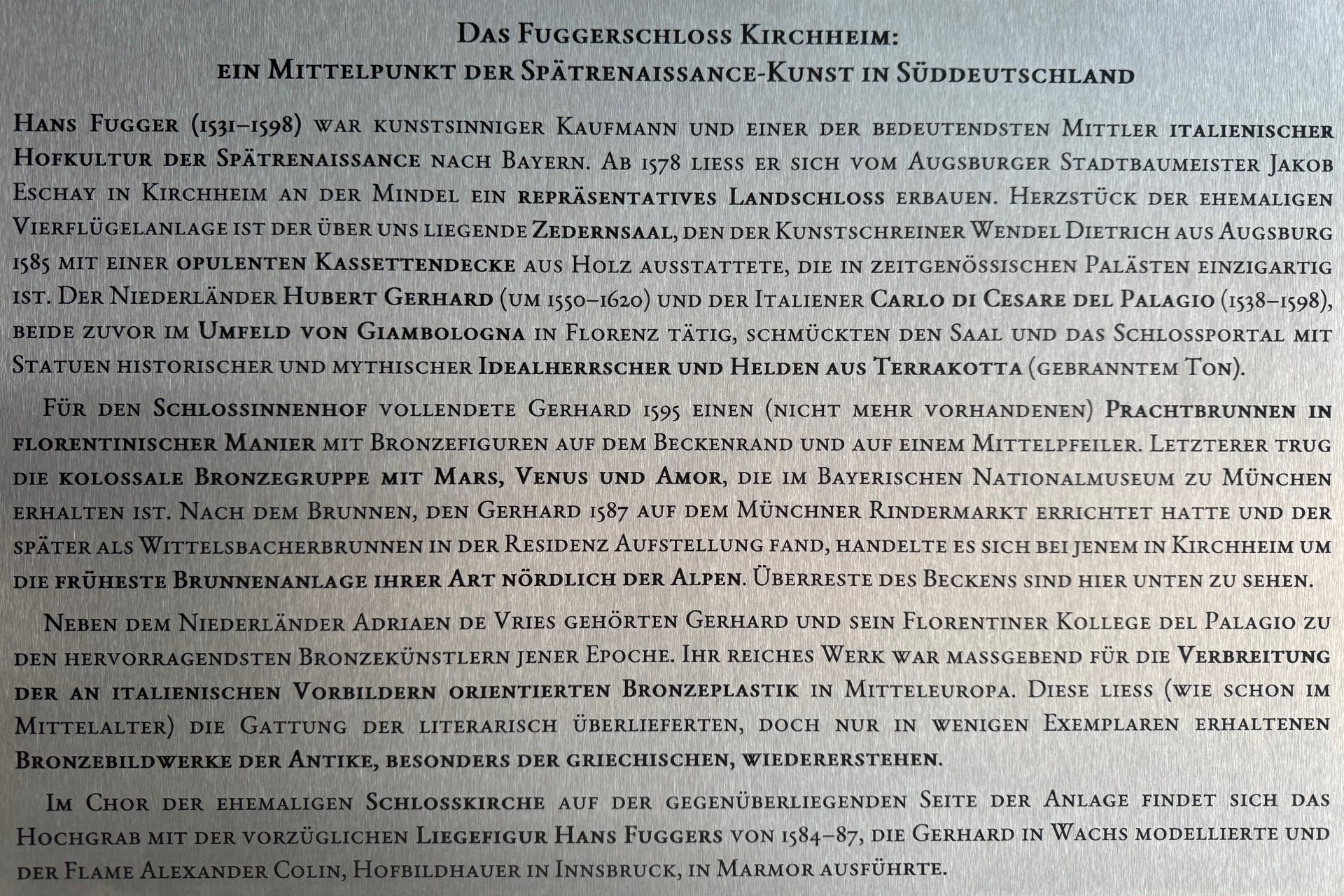
Gedenktafel in der sogenannten Toskanischen Säulenhalle hinter dem Schlossportal, gestiftet und erarbeitet von David Jan Slavicek

## Geschichte

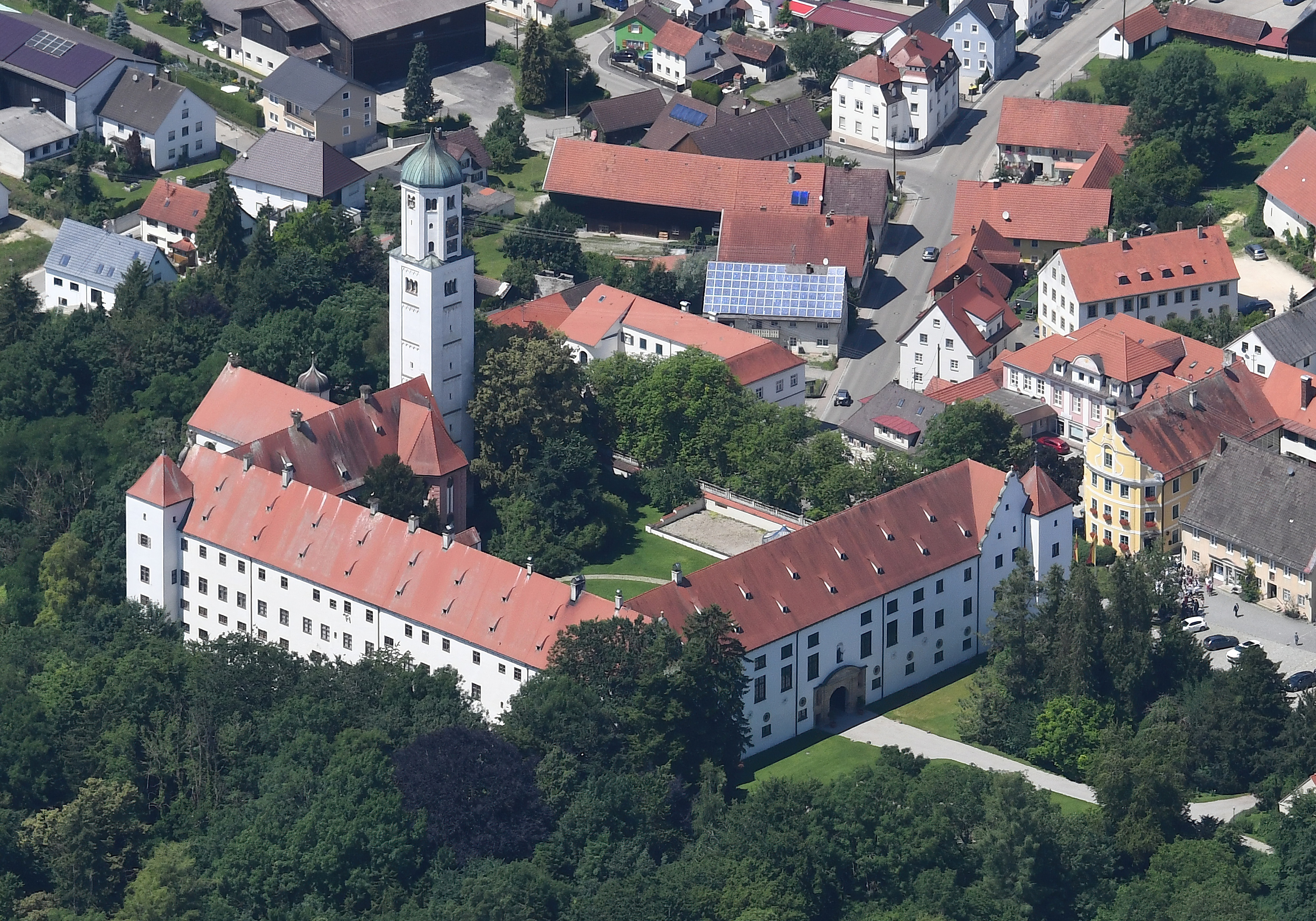
Luftaufnahme der Schlossanlage

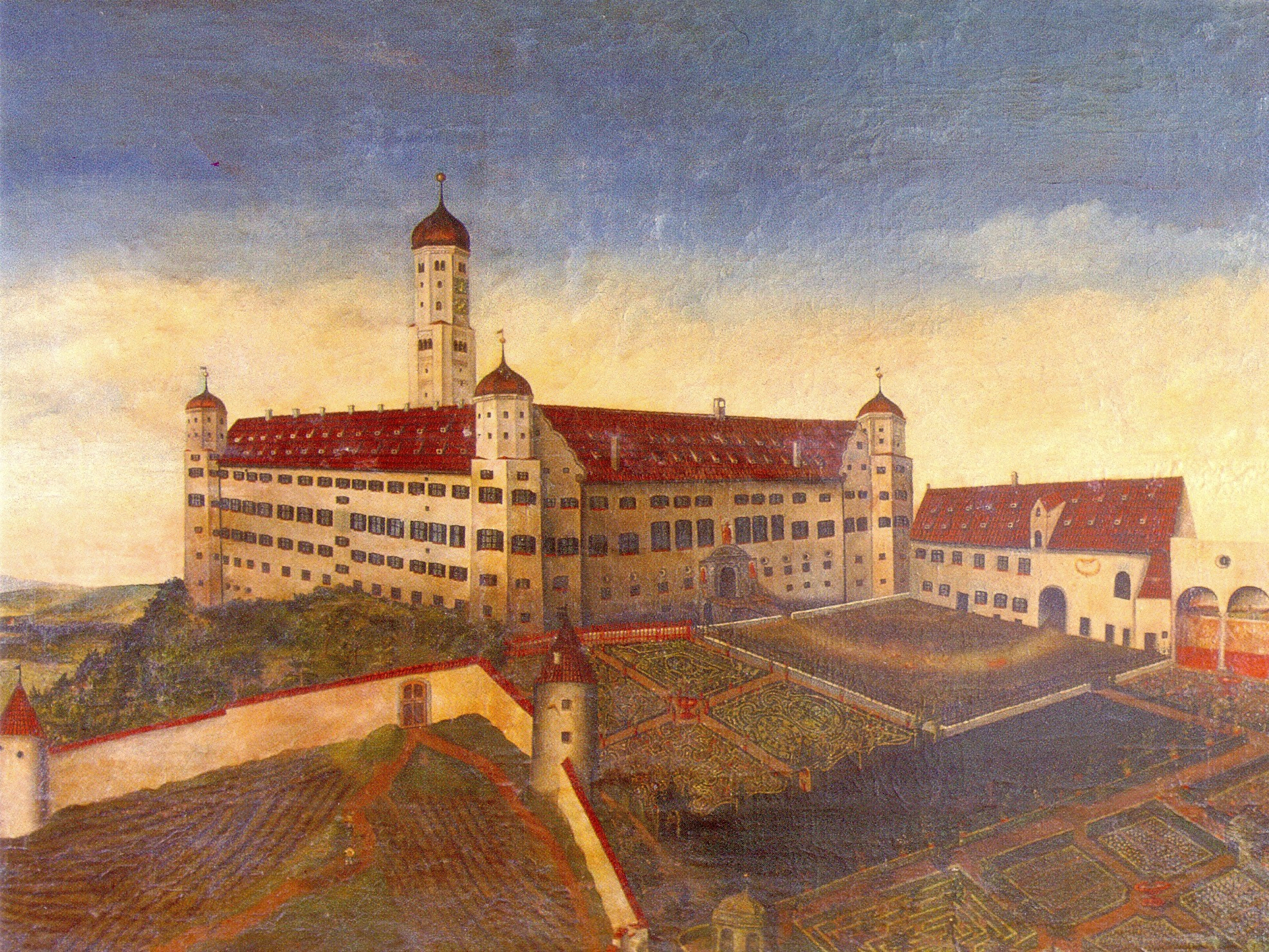
Historische Darstellung des Fuggerschlosses Kirchheim in Schwaben im 17. Jahrhundert

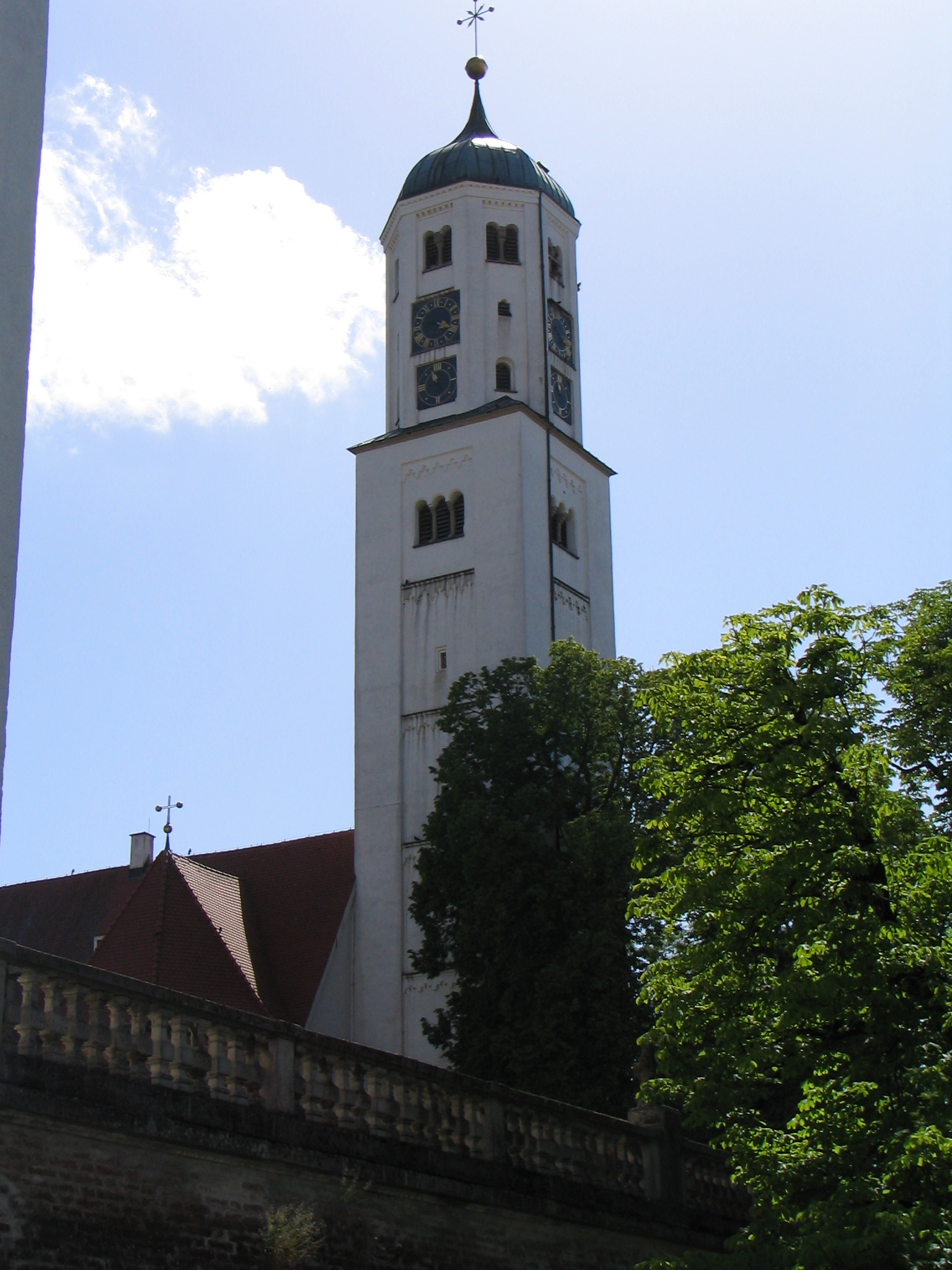
Die Schlosskirche

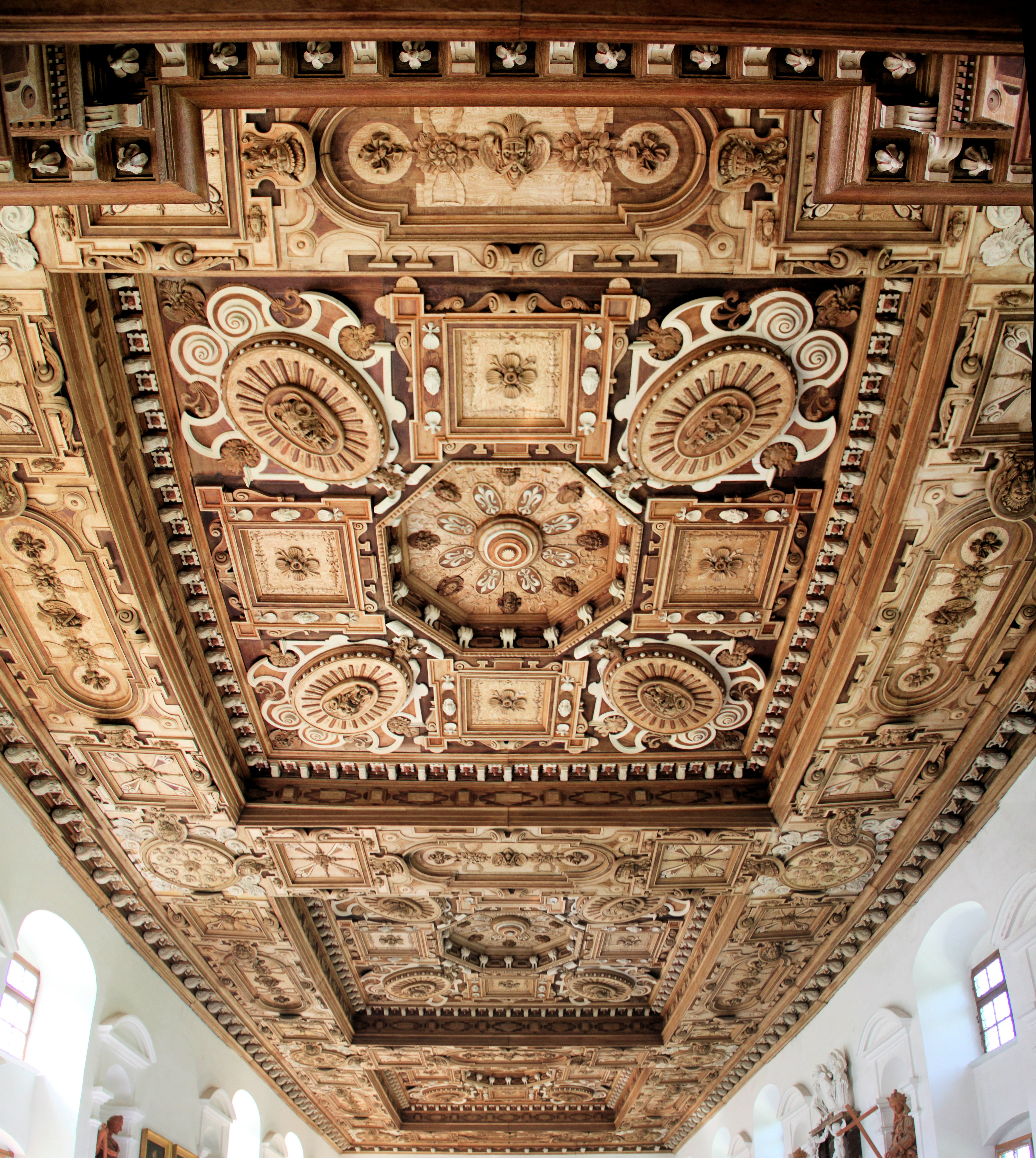
Decke des Zedernsaals

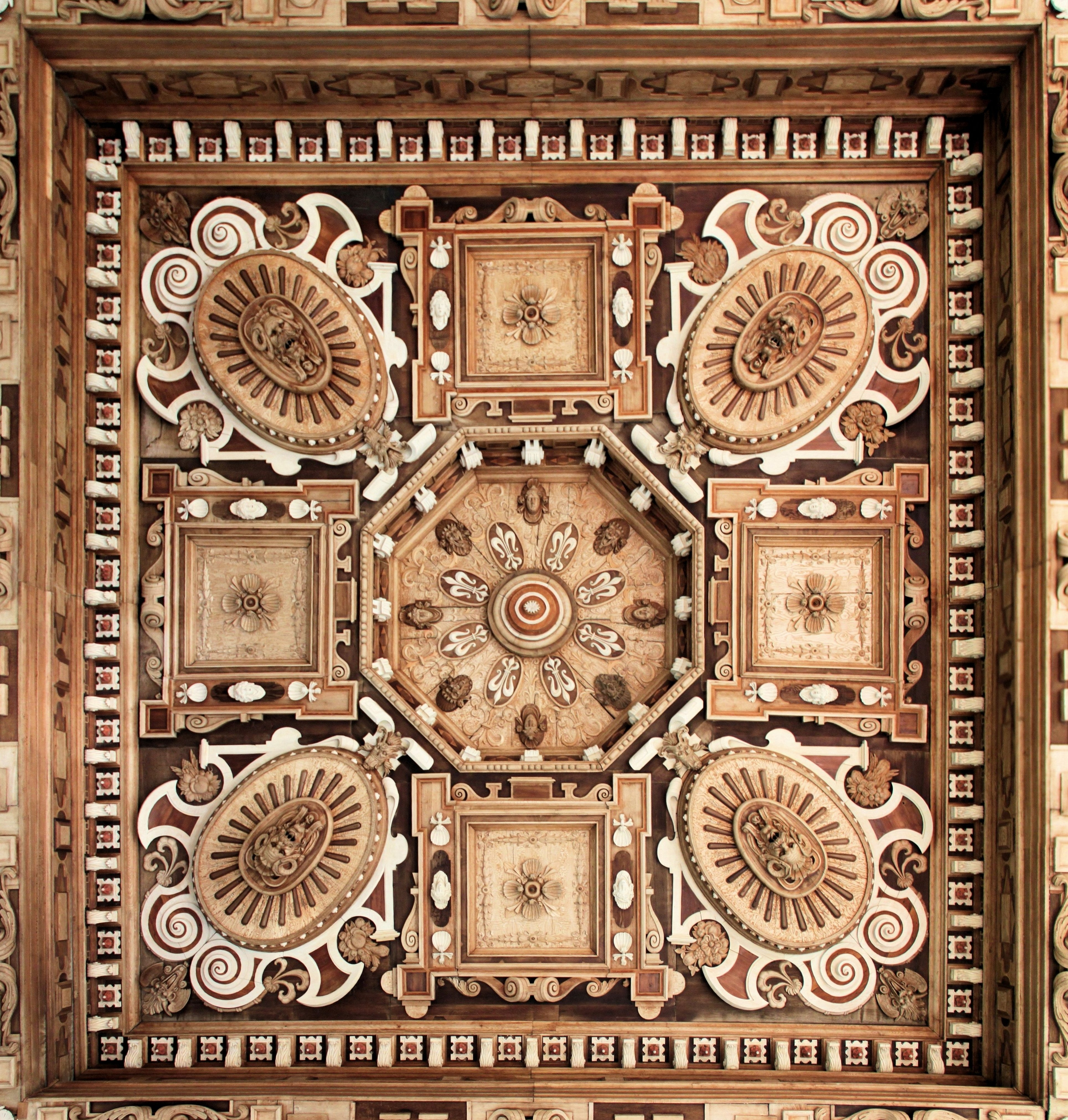
Decke des Zedernsaals (Detail)

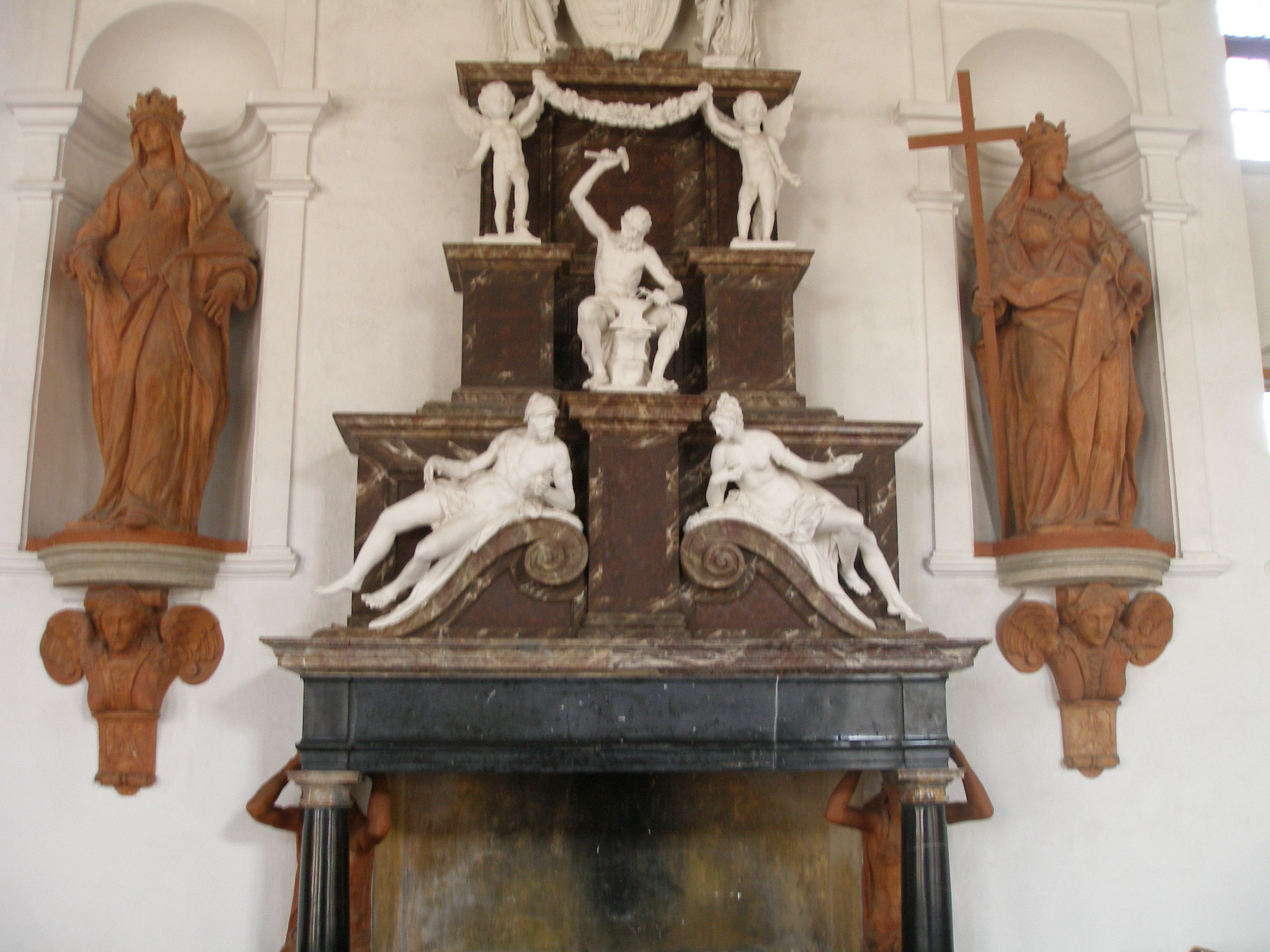
Kamin im Zedernsaal

1551 kaufte Anton Fugger (1493–1560), der Neffe und Nachfolger von Jakob Fugger dem Reichen (1449–1525), für 137.000 Gulden (ein Gulden war damals ungefähr der Wochenlohn einer Person) die Herrschaft Kirchheim in Schwaben von der Familie von Hürnheim.
Nach dem Tod von Anton Fugger im Jahr 1560 wurde Kirchheim vorübergehend von dessen drei Söhnen gemeinsam verwaltet. Um möglichen Streit zu begrenzen, ging die Herrschaft mittels „Losziehung“ an Hans Fugger (1533–1598) über.
In den Jahren 1578 bis 1582 wurde Schloss Kirchheim von dem Augsburger Stadtbaumeister Jakob Eschay erbaut. Da die vier um einen quadratischen Innenhof gebauten Flügel verblüffend dem Escorial bei Madrid gleichen, nennt man es bis heute auch das schwäbische Escorial. Die Schloss- und Pfarrkirche wurde 1580–1583 ebenfalls von Jakob Eschay errichtet. Beim Bau des Schlosses arbeiteten einige bekannte Künstler wie zum Beispiel Carlo Pallago, Hubert Gerhard und Wendel Dietrich.
Im Jahre 1585 wurde der berühmte Zedernsaal eingerichtet. Es wurde der Kamin aufgebaut und von Wendel Dietrich wurden die Decke und die großen Portale eingebaut.
Im Hof wurde 1590 eine seit 1584 von Hubert Gerhard geschaffene Brunnenanlage mit einer weit überlebensgroßen Skulpturengruppe Mars, Venus und Amor aufgestellt, die 1822 nach Augsburg verkauft wurde und schließlich 1871 ins Bayerische Nationalmuseum gelangte. Die übrigen Brunnenfiguren waren schon um 1800 eingeschmolzen worden.
Nach dem Übergang der reichsunmittelbaren Herrschaft Kirchheim an Bayern durch Art. 24 der Rheinbundakte im Jahr 1806 bestand zunächst ein Fugger’sches Ortsgericht und von 1814 bis 1837 ein Fugger’sches Herrschaftsgericht in Kirchheim.
Die nächste große bauliche Veränderung am Schloss fand im Jahre 1852 statt. Durch den Abbruch des Nordflügels und des nördlichen Westflügels änderte sich das Erscheinungsbild des Schlosses erheblich.
1878 starb die Linie der Grafen Fugger von Kirchheim aus. Schloss Kirchheim fiel an die gräfliche Linie Fugger von Glött und wurde 1886 deren Stammsitz.
Das Schloss wird auch heute noch von der Familie Fugger bewohnt und ist daher für die Öffentlichkeit nicht zugänglich. Lediglich der Zedernsaal kann besichtigt werden.
Angela Fürstin Fugger von Glött erhielt für die Gesamtinstandsetzung und Erhalt des Fuggerschlosses zu Kirchheim am 20. Juni 2001 den Bayerischen Verdienstorden.

## Weblinks

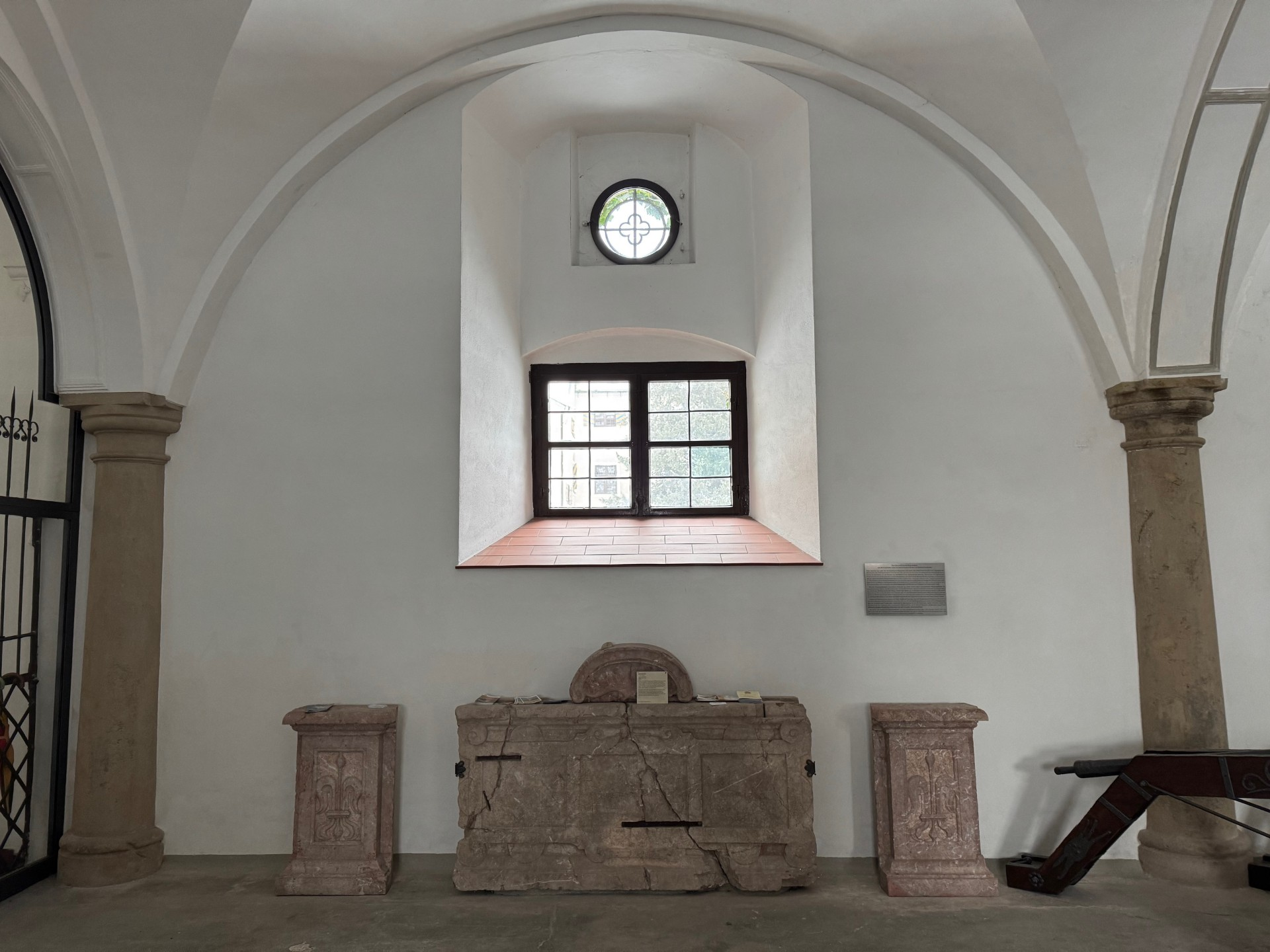
Fragmente des marmornen Beckens des Prachtbrunnens von Hubert Gerhard, aufgestellt in der Toskanischen Säulenhalle, darüber an der Wand die Gedenktafel

## Der Zedernsaal
Kernstück ist die einzigartige Kassettendecke im 360 m² großen Zedernsaal. Wahrscheinlich stammt das Zedernholz aus dem Libanon und bildet den dunklen Fond der Decke. Darüber hinaus sind über zehn weitere Hölzer (u. a. Linde, Eiche, Eibe, Esche, Ahorn, Zwetschge, Nuss und Zirbelkiefer) erkennbar.
Der Zedernsaal stammt von Wendel Dietrich, dem bedeutendsten „Kistlermeister“ des späten 16. Jahrhunderts. Viele tausend Figuren und Ornamente sind geschnitzt. Die Tiefe der einzelnen Reliefkassetten beträgt ca. 1,80 m. Die Holzdecke gilt als schönstes deutsches Schnitzwerk der Renaissance und zeichnet sich durch die unübertroffene Akustik aus. Vom Augsburger Kunstschmied Michael Mezger wurde die Decke mithilfe von 400 Eisenbändern am Dachstuhl befestigt.
Sie gliedert sich in drei große, quadratische und vertiefte Kassettenfelder. Reiche Rollwerkornamentik umfasst die Kassetten, die mit Satyrmasken, Rosetten, geometrischen Formen, Blumendekor, Fruchtgirlanden und den Fuggerlilien (das Wappen der Familie) verziert sind.
1582 begann die Innenausstattung mit den aus Ton geformten und anschließend gebrannten Terrakottafiguren. Carlo Pallago und Hubert Gerhard fertigten die zwölf überlebensgroßen Skulpturen, für die beide Künstler zusammen 1000 Gulden Honorar erhielten. Im gleichen Jahr wurden auch die von Wendel Dietrich gefertigte Holzdecke sowie die Portale eingebaut. Als letztes gelangte 1587 der Kamin mit den von Hubert Gerhard geschaffenen Skulpturen hinzu. Die sechs männlichen Figuren vom Treppenaufgang aus sind wahrscheinlich: Kyros II., der Große, Alexander der Große, Caesar, Augustus, Karl der Große, Karl V. Die sechs weiblichen Terrakottafiguren sind vermutlich: Judith, Lucretia, Kaiserin Helena, Kaiserin Adelheid von Burgund, Elisabeth von Thüringen und Elisabeth von Portugal.

## Musiktradition im Zedernsaal seit 1957
Aufgrund der Konzerttradition von über 40 Jahren im Zedernsaal war es für Angela Fürstin Fugger von Glött wichtig, die Tradition ihres Mannes Joseph-Ernst  Fürst Fugger von Glött fortzuführen.
In Kirchheim gingen große musikalische Künstler ein und aus, unter anderem Carl Orff, Gustav Leonhardt, Paul Badura-Skoda, das Collegium Aureum mit Franzjosef Maier, Hans-Martin Linde, das Koeckert-Quartett, Deller Consort, Jörg Demus, Pro Cantione Antiqua, The Consort of Musicke mit Emma Kirkby, der Tölzer Knabenchor mit Gerhard Schmidt-Gaden, das Melos-Quartett und viele mehr.
Seit dieser Zeit findet in der warmen Jahreszeit der Kirchheimer Musiksommer statt.
Unter der Konzertreihe Fugger Classics traten von 2003 bis 2007 unter anderen folgende Künstler auf: Alfredo Perl, Julia Fischer, Milana Chernyavska, Christoph Hammer, Martin Bruns, Münchner Klaviertrio, Arnulf von Arnim, Kurt Guntner, Rimskij-Korsakow Quartett, Casal-Quartett, Dudi Mazmanishvilli, Arabella Steinbacher, Daniel Müller-Schott, Nicolas Koeckert, Julius Berger, Severin von Eckardstein, Georg Hörtnagel und andere.
Nach längeren Diskussionen mit den Eigentümern und einer zeitweiligen Duldung wurde im Juni 2020 die Nutzung des Saales als Veranstaltungsraum aufgrund brandschutzrechtlicher Bedenken vom Landratsamt Unterallgäu untersagt.
Im Spätsommer 2024 konnte der Zedernssal nach umfangreichen Brandschutzmaßnahmen wieder für Veranstaltungen geöffnet werden.